# プロカインアミド
プロカインアミド（英: procainamide）は、抗不整脈薬のひとつ。ヴォーン・ウィリアムズ分類ではIa群に分類される。CAS登録番号は [51-06-9]。心臓の刺激伝導系の異常な電気の流れをしずめることにより不整なリズムを正常に戻す。商品名は、アミサリン。

## 歴史
1905年 Alfred Einhorn（1856〜1917, ドイツHoechstの化学者）が合成したエステル型局所麻酔薬プロカインをもとに、 1950年、米国ニューヨーク大学のMark、Lottらにより、プロカインのエステル結合をアミド結合に変えたプロカインアミドが合成された。プロカインアミドは、抗不整脈作用を有し、その効果は持続性である。化学構造はアミド型局所麻酔薬そのものだが、局所麻酔薬としては用いられない。

## 薬理
プロカインアミドは、活性化ナトリウムイオンチャネルの抑制により、活動電位の最大立ち上がり速度を減少させ、伝導速度を遅くし、心電図のQRS時間を延長する。Na チャネルの結合解離速度においては intermediate kinetics に分類される。また、非特異的カリウムイオンチャネル遮断作用ももつので、活動電位持続時間を延長させる。自動能を抑制する効果はキニジンと比べていくらか弱く、脱分極している細胞でのナトリウムチャネル遮断作用はより強い。さらに、直接洞房結節と房室結節を抑制するが、抗ムスカリン作用が若干あるために、相殺されている。心臓以外の効果として、神経節遮断作用をもつため、特に静注時の高い血中濃度(10μg/mL以上)のとき、末梢での血管抵抗が減少し低血圧になる。治療域の濃度では、同じIa群抗不整脈薬のキニジンよりもその末梢血管への影響は有意ではない。低血圧が生じるのはふつう、きわめて急速なプロカインアミド注入や重篤な左心室不全が存在する場合である。肝臓のN-アセチルトランスフェラーゼにより、代謝産物のN-アセチルプロカインアミド(NAPA)が生じる。これはヴォーン・ウィリアムズ分類でIII群の効果を持つ。NAPAの半減期はプロカインアミドよりかなり長いため、慢性のプロカインアミド投与時にNAPAの血中濃度が、しばしばプロカインアミドの濃度より高くなる。慢性投与中の不応期の増加とQT延長は少なくとも一部はこの代謝物による作用と考えられる。しかし、この場合も、伝導を遅くさせ、QRS幅を延長させるのは母化合物の作用である。高い血中濃度のときには低血圧が起こりうるが、これは通常はプロカインアミドの自律神経節遮断作用によるもので、陰性変力作用ではなく、またあってもその変力作用は弱い。

## 副作用
心毒性以外では、長期のプロカインアミドの治療を受けている患者の約1/3に可逆性のSLE様症状がみられる（薬剤誘発性ループス）。これは血清にも抗核抗体価の上昇などで異常がみられるが、症状がないときは薬物治療を中止する必要はない。また、低頻度であるが、顆粒球減少症が治療開始3ヵ月以内に発症することがある。

## 適応
- 期外収縮（上室性、心室性）
- 発作性頻拍（上室性、心室性）
- 手術及び麻酔に伴う不整脈
- 新鮮心房細動
- 心房粗動（静注のみ）
- 陳旧性心房細動

## 禁忌
- 刺激伝導障害（房室ブロック、洞房ブロック、脚ブロック等）のある患者［刺激伝導抑制作用により、これらの障害がさらに悪化するおそれがある。］
- 重篤な鬱血性心不全のある患者［不整脈（心室頻拍、心室細動等）が発現又は増悪するおそれが極めて高い。］
- モキシフロキサシン塩酸塩、バルデナフィル塩酸塩水和物、アミオダロン塩酸塩（注射剤）、トレミフェンクエン酸塩を投与中の患者
- 重症筋無力症の患者
- 本剤の成分に対し過敏症の既往歴のある患者